# Österreichische Tolkiengesellschaft
Die Österreichische Tolkiengesellschaft (ÖTG), die sich mit dem Leben und Werk des englischen Autors John Ronald Reuel (J. R. R.) Tolkien beschäftigt, wurde gemäß dem österreichischen Vereinsgesetz am 20. September 2002 als gemeinnütziger Verein mit eigenen Statuten registriert. 
Analog zu Tolkiengesellschaften anderer Länder, z. B. der  Deutschen Tolkien Gesellschaft, verfolgt die ÖTG das Ziel der Verbreitung und wissenschaftliche Diskussion der Literatur Tolkiens und setzt sich auch mit den verschiedenen Umsetzungen seiner Werke auseinander. 
Zu diesem Zwecke finden einmal pro Monat regionale Stammtische und dreimal jährlich größere Veranstaltungen statt, die Mar Vanwa Tyaliéva (Hütte des verlorenen Spiels), das Mereth Ethuil (Frühlingsfest) und das Lasse Lanta (Herbstfest). Zudem ist die ÖTG jedes Jahr auf der VIECC (Vienna Comic Con) vertreten.
Die ÖTG pflegt rege Kontakte zu ihren benachbarten Tolkiengesellschaften aus Deutschland, Slowenien und Ungarn.